# Edgar Mountain

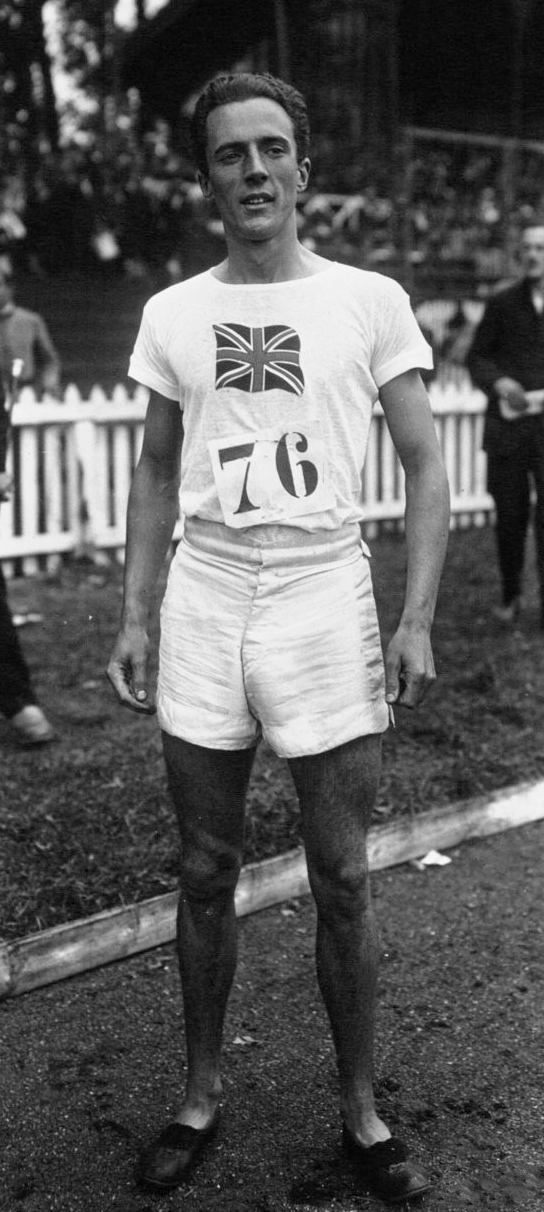
Edgar Mountain, 1921

Edgar Mountain (Edgar Donald Mountain; * 2. April 1901 in Camberwell; † 30. April 1985 in Grahamstown, Südafrika) war ein britischer Mittelstreckenläufer, der sich auf die 800-Meter-Distanz spezialisiert hatte.
Bei den Olympischen Spielen wurde er 1920 in Antwerpen Fünfter und erreichte 1924 in Paris das Halbfinale.
1921 und 1922 wurde er Englischer Meister über 880 Yards. Seine persönliche Bestzeit von 1:54,3 min stellte er am 21. September 1921 in Stockholm auf.